# إيوتاوفيل (كارولاينا الجنوبية)
إيوتاوفيل (بالإنجليزية: Eutawville, South Carolina)‏ هي بلدة أمريكية تقع في الولايات المتحدة في مقاطعة أورانجبورغ (كارولاينا الجنوبية). يقدر عدد سكانها بـ 344 نسمة ومساحتها 2.4 كم2 وترتفع عن سطح البحر 33 متر.

## التركيبة السكانية
حدّد مكتب تعداد الولايات المتحدة بيانات التركيبة السكانية لإيوتاوفيل في تعداد الولايات المتحدة. في ما يلي، التركيبة السكانية حسب تعدادي 2000 و2010.

### تعداد عام 2000
بلغ عدد سكان إيوتاوفيل 344 نسمة بحسب تعداد عام 2000، وبلغ عدد الأسر 134 أسرة وعدد العائلات 93 عائلة مقيمة في البلدة. في حين سجلت الكثافة السكانية 139.3 نسمة لكل كيلومتر مربع (360.8/ميل2). وبلغ عدد الوحدات السكنية 161 وحدة بمتوسط كثافة قدره 65.2 لكل كيلومتر مربع (168.9/ميل2).
وتوزع التركيب العرقي للبلدة بنسبة 65.99% من البيض و32.27% من الأمريكيين الأفارقة و0.29% من الأمريكيين الأصليين و0.29% من الأعراق الأخرى و1.16% من عرقين مختلطين أو أكثر و0.58% من الهسبانيون أو اللاتينيون من أي عرق.
بلغ عدد الأسر 134 أسرة كانت نسبة 32.8% منها لديها أطفال تحت سن الثامنة عشر تعيش معهم، وبلغت نسبة الأزواج القاطنين مع بعضهم البعض 47% من أصل المجموع الكلي للأسر، ونسبة 18.7% من الأسر كان لديها معيلات من الإناث دون وجود شريك،  بينما كانت نسبة 3.7% من الأسر لديها معيلون من الذكور دون وجود شريكة وكانت نسبة 30.6% من غير العائلات. تألفت نسبة 27.6% من أصل جميع الأسر من عدة أفراد يعيشون في نفس المنزل ونسبة 11.2% كانت تتألف من شخص يعيش بمفرده يبلغ من العمر 65 عاماً أو أكثر. وبلغ متوسط حجم الأسرة المعيشية 2.57، أما متوسط حجم العائلات فبلغ 3.11.
بلغ العمر الوسطي للسكان 39.7 عاماً. وكانت نسبة 26.2% من القاطنين تحت سن الثامنة عشر، وكانت نسبة 8.4% بين الثامنة عشر والرابعة والعشرين عاماً، ونسبة 23.5% كانت واقعةً في الفئة العمرية ما بين الخامسة والعشرين والرابعة والأربعين عاماً، ونسبة 26.7% كانت ما بين الخامسة والأربعين والرابعة والستين، ونسبة 15.1% كانت ضمن فئة الخامسة والستين عاماً فما فوق. يوجد لكل 100 أنثى 84.9 ذكر، ويوجد لكل 100 أنثى في الثامنة عشر من عمرها فما فوق 91.0 ذكر.
بلغ متوسط دخل الأسرة في البلدة 21,136 دولارًا، أما متوسط دخل العائلة فبلغ 36,354 دولارًا. وكان متوسط دخل الذكور 26,458 دولارًا مقابل 21,750 دولارًا للإناث. وسجل دخل الفرد الخاص بالبلدة 12,352 دولارًا. وكانت نسبة 21.8% من العائلات ونسبة 28.1% من السكان تحت خط الفقر، وكان من هؤلاء نسبة 34% تحت سن الثامنة عشر ونسبة 30.6% في الخامسة والستين من العمر وما فوق.

### تعداد عام 2010
بلغ عدد سكان إيوتاوفيل 315 نسمة بحسب تعداد عام 2010، وبلغ عدد الأسر 127 أسرة وعدد العائلات 85 عائلة مقيمة في البلدة. في حين سجلت الكثافة السكانية 127.5 نسمة لكل كيلومتر مربع (330.2/ميل2). وبلغ عدد الوحدات السكنية 143 وحدة بمتوسط كثافة قدره 57.9 لكل كيلومتر مربع (150.0/ميل2).
وتوزع التركيب العرقي للبلدة بنسبة 61.27% من البيض و36.19% من الأمريكيين الأفارقة و1.90% من الأعراق الأخرى و0.63% من عرقين مختلطين أو أكثر و3.49% من الهسبانيون أو اللاتينيون من أي عرق.
بلغ عدد الأسر 127 أسرة كانت نسبة 33.1% منها لديها أطفال تحت سن الثامنة عشر تعيش معهم، وبلغت نسبة الأزواج القاطنين مع بعضهم البعض 43.3% من أصل المجموع الكلي للأسر، ونسبة 17.3% من الأسر كان لديها معيلات من الإناث دون وجود شريك،  بينما كانت نسبة 6.3% من الأسر لديها معيلون من الذكور دون وجود شريكة وكانت نسبة 33.1% من غير العائلات. تألفت نسبة 30.7% من أصل جميع الأسر من عدة أفراد يعيشون في نفس المنزل ونسبة 11% كانت تتألف من شخص يعيش بمفرده يبلغ من العمر 65 عاماً أو أكثر. وبلغ متوسط حجم الأسرة المعيشية 2.48، أما متوسط حجم العائلات فبلغ 3.07.
بلغ العمر الوسطي للسكان 43.7 عاماً. وكانت نسبة 23.8% من القاطنين تحت سن الثامنة عشر، وكانت نسبة 8.3% بين الثامنة عشر والرابعة والعشرين عاماً، ونسبة 18.4% كانت واقعةً في الفئة العمرية ما بين الخامسة والعشرين والرابعة والأربعين عاماً، ونسبة 29.5% كانت ما بين الخامسة والأربعين والرابعة والستين، ونسبة 20% كانت ضمن فئة الخامسة والستين عاماً فما فوق. وتوزع التركيب الجنسي للسكان بنسبة 47.9% ذكور و52.1% إناث.